# دهستان حسن‌رضا
دهستان حسن رضا، دهستانی است از توابع بخش مرکزی شهرستان جویبار در استان مازندران.
جمعیت این دهستان بر اساس سرشماری سال ۱۳۸۵ (۲۱۶۷ خانوار) ۸۲۹۲ نفر است.